# Општина Призрен
Општина Призрен је општина на југу Косова и Метохије у Србији. Центар је Призренског округа. Заузима површину од 640 km² и према попису из 2024. има 147.428 становника. Највеће и главно насеље у општини је Призрен, који има 76.850 становника.
У Призрену је 2005. у самом граду, у касарни и приватним кућама живело 49 Срба, а остали у селима Богошевац (12), Драјћић (34), Горње Село (15), Мушниково (86), Плањане (10), Средска (58), Новаке (36), Смач (6) и Локвица (1).
Надморска висина општине се креће од 412 до 2000 метара.

## Историја
Све до 1959. године, у локалном административном систему на подручју тадашње Аутономне косовско-метохијске области (АКМО) постојао је велики Призренски срез, у чији је састав улазила и стара Призренска општина, која је обухватала само град Призрен, са непосредном околином. Доношњењм Закона о укидању срезова у АКМО, који је Скупштина НР Србије усвојила 25. новембра 1959. године,, укинут је Призренски срез, а потом је извршена и реорганизација општинских власти, чиме је створена нова Општина Призрен, која је у том облику наставила да функционише у континуитету све до 1999. године. Након НАТО агресије на СРЈ и успостављања мисије УН (УНМИК), легални органи Општине Призрен наставили су да раде у изузетно отежаним условима, пошто је у наредном периоду дошло до успостављања паралелних органа локалне албанске власти, тако да је поред српске Општине Призрен настала и паралелна општина истог назива у саставу Привремених институција самоуправе. Последњи избори за српску Скупштину Општине Призрен одржани су 2008. године, али тај сазив општинске скупштине распуштен је већ 2010. године, одлуком Владе Републике Србије, која је потом именовала привремену општинску управу. Почевши од 2013. године, општином управља Привремени орган, са измештеним седиштем.
Накнадном одлуком из 2014. године, Уставни суд Србије је утврдио да одлука о распуштању призренске општинске скупштине из 2010. године није била у складу са Уставом Србије и законским прописима.

## Насеља
У именима насеља преовладавају турски називи. Насеља су: Табана, Баждарана, Терзи мала, Мараш, Ортакол, Јени мала, Тусус, Пантелија, Поткаљаја, Папаз чаршија, Шадрван и др.
Шадрван је централни трг у Призрену, у чијем се центру налази чесма.

## Насељена места у општини Призрен
| - Атмађа - Белоброд - Билуша - Бљач - Брезна - Бродосавце - Брут - Бузец - Буча - Вележа - Влашња - Врбичане - Врбница - Горња Србица - Горње Љубиње - Горње Село - Горожуп - Гражданик - Грнчаре - Дедај - Добруште - Дојнице - Доња Србица - Доње Љубиње | - Драјчићи - Душаново - Ђонај - Живињане - Жур - Заплужје - Згатар - Зјум Опољски - Зјум Хас - Зојић - Зрзе - Јабланица - Јешково - Кабаш - Кабаш Хас - Капра - Карашинђерђ - Кобања - Којуш - Кориша - Косовце - Крајк - Куклибег - Куковце | - Кушнин - Куштендил - Ландовица - Лез - Лесковац - Локвица - Љубижда - Љубижда Хас - Љубичево - Љукинај - Љутоглав - Мазрек - Мала Круша - Мамуша - Манастирица - Медвеце - Миљај - Мурадем - Мушниково - Нашец - Небрегоште - Нова Шумадија - Новаке - Ново Село | - Петрово Село - Пиране - Плава - Плајник - Планеја - Плањане - Послиште - Поуско - Призрен - Рандубрава - Ренце - Речане - Ромаја - Скоробиште - Смаћ - Средска - Стружје - Трепетинца - Тупец - Хоча Заградска - Цапарце - Шајиновац - Шкоза - Шпинадија |